# Sigoulès
Sigoulès là một xã, nằm ở tỉnh Dordogne vùng Aquitaine của Pháp. Xã này có diện tích 10,86 km², dân số năm 1999 là 694 người. Xã nằm ở khu vực có độ cao trung bình 67 m trên mực nước biển.

## Thông tin nhân khẩu
| Năm | 1962 | 1968 | 1975 | 1982 | 1990 | 1999 |
| --- | ---- | ---- | ---- | ---- | ---- | ---- |
| Dân số | 571  | 616  | 600  | 574  | 603  | 694  |
| From the year 1962 on: No double counting—residents of multiple communes (e.g. students and military personnel) are counted only once. |      |      |      |      |      |      |